# Jefferson (Dakota del Sur)
Jefferson es una ciudad ubicada en el condado de Union en el estado estadounidense de Dakota del Sur. En el Censo de 2010 tenía una población de 547 habitantes y una densidad poblacional de 419,88 personas por km².

## Geografía
Jefferson se encuentra ubicada en las coordenadas 42°36′16″N 96°33′58″O / 42.60444, -96.56611. Según la Oficina del Censo de los Estados Unidos, Jefferson tiene una superficie total de 1.3 km², de la cual 1.3 km² corresponden a tierra firme y (0%) 0 km² es agua.

## Demografía
Según el censo de 2010, había 547 personas residiendo en Jefferson. La densidad de población era de 419,88 hab./km². De los 547 habitantes, Jefferson estaba compuesto por el 97.44% blancos, el 0.55% eran afroamericanos, el 0.18% eran amerindios, el 0% eran asiáticos, el 0% eran isleños del Pacífico, el 0.18% eran de otras razas y el 1.65% pertenecían a dos o más razas. Del total de la población el 1.46% eran hispanos o latinos de cualquier raza.